# Seleção Estoniana de Voleibol Feminino

A seleção estoniana de voleibol feminino é uma equipe europeia composta pelas melhores jogadoras de voleibol da Estônia. A equipe é mantida pela Federação Estoniana de Voleibol (Eesti Võrkpalli Liit). Encontra-se na 54ª posição do ranking mundial da FIVB segundo dados de 6 de outubro de 2015.